# Stemma dell'Isola Norfolk
Lo stemma dell'Isola Norfolk (in lingua inglese, Coat of arms of Norfolk Island) è l'emblema dell'omonimo territorio esterno dell'Australia.

## Storia
L'idea di uno stemma fu suggerita nel 1973 al Consiglio dell'Isola Norfolk dalla HMS Bounty Society International, organismo creato dagli eredi degli ammutinati dell'HMS Bounty (vascello teatro dei celebri fatti del 1789), che l'8 giugno 1856 si erano insediati presso l'Isola Norfolk, dopo aver lasciato l'Isola di Pitcairn (e, in effetti - come si vedrà - non mancano sullo stemma dell'Isola Norfolk riferimenti ai protagonisti dell'ammutinamento del Bounty).
Il Consiglio isolano adottò la mozione (approvata dal parlamento australiano) con cui bandì il relativo concorso ed effettuò una prima selezione dei bozzetti. I migliori, pagati 25 A$ cadauno, furono inviati a Sir Anthony Wagner, all'epoca re d'armi della Giarrettiera e genealogista presso il College of Arms di Londra, che alla fine ne scelse uno, adattandolo per il disegno definitivo dello stemma.
Alfine, il 20 ottobre 1980, la regina Elisabetta II del Regno Unito, a bordo del HMY Britannia, concesse con royal warrant al disegno definitivo il rango di stemma ufficiale dell'Isola Norfolk.

## Descrizione e simbologia
Sullo stemma figurano un leone araldico e un canguro, a rappresentare il collegamento dell'Isola Norfolk rispettivamente con il Regno Unito e con l'Australia. Ciascun animale sorregge, con una zampa, un'ancora azzurra, in riferimento all'origine marinara e all'importanza del mare per gli abitanti delle Isole Norfolk e di Pitcairn.
Con le altre zampe, il leone e il canguro reggono uno scudo suddiviso in una parte blu e una argentata:
- su campo blu, figurano due stelle d'argento a cinque punte, derivanti dalle insegne dell'Australia e del Nuovo Galles del Sud, nonché dalle insegne postume di James Cook, scopritore dell'Isola Norfolk[1];
- su campo argentato, si trova un monte roccioso con un antico libro aperto rilegato in cuoio rosso (riproduzione della Bibbia del Bounty[1], tutt'oggi esposta presso la Chiesa di Adamstown, sull'Isola di Pitcairn) e un esemplare di pino dell'Isola Norfolk (che compare anche sulla relativa bandiera).

Lo scudo è sormontato da un elmo araldico azzurro ornato da un drappo e da un pennacchio di colore blu e bianco e sovrastato dalla corona navale britannica azzurra (anch'essa scelta in riferimento alla tradizione marinara degli abitanti dell'Isola Norfolk).
Da quest'ultima, svetta un altro leone araldico dorato, con una corona di alloro al collo (ricavata dall'insegna postuma di James Cook) e brandente tra le zampe un calice d'oro coperto. Quest'ultimo elemento è tratto dal blasone della famiglia di Fletcher Christian, l'ufficiale della Royal Navy che guidò l'ammutinamento del Bounty.
Alla base dello stemma, in un drappo blu, rosa e bianco, figura il motto dell'Isola Norfolk, l'avverbio inglese "Inasmuch".